# Susana Martínez Calatayud
Susana Martínez Calatayud (Málaga, 9 de enero de 1974) es una exjugadora de balonmano que jugaba de lateral en el Club Balonmano Femenino Málaga Costa del Sol e internacional de balonmano playa con la selección española.

## Trayectoria
Se inició en el balonmano en el colegio público Virgen de Belén del distrito malagueño de Carretera de Cádiz. hasta que pasó al instituto y dejó la práctica del balonmano. Fue su profesor malacitano del Colegio Europa Carlos Moreno la que la recuperó para el deporte, en un equipo juvenil que acabó siendo campeona de España.
Cuando se formó el Málaga Costa del Sol en la pretemporada de 1994-95 se unieron jugadoras de diferentes clubes (Colegio Europa, Clubai, Colegio Gamarra, Insana,...) y el primer equipo, dónde coincidieron jugadoras como Carmen de Irigoyen, Irene García Martos, Noelia Oncina,... temporada en que el Málaga acabó subiendo a División de Honor y debutó en la máxima división española en la 1995-96.
Con el conjunto malagueño jugó 17 temporadas y se retiró en la temporada 2010-2011.

### Balonmano playa

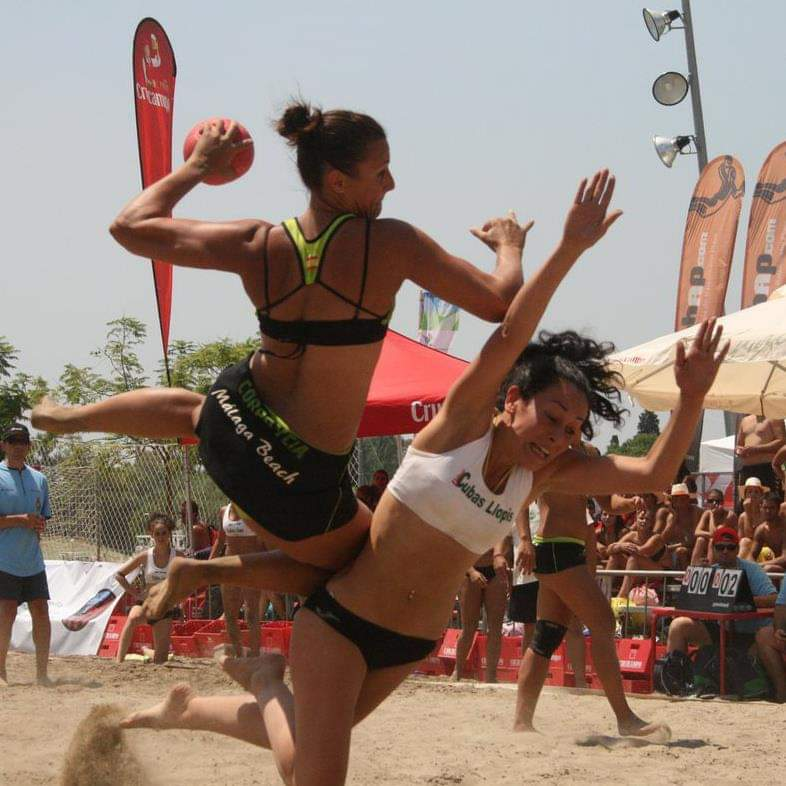
Susana Martínez en un partido de balonmano playa

Con la selección española de balonmano playa, de la que ha formado parte durante 11 años, desde las primeras convocatorias del año 2000 hasta el 2011, tras el campeonato de Europa, los últimos años siendo la capitana, ha participado en 6 Campeonatos de Europa (Italia 2000, Turquía 2004, Alemania 2006, Italia 2007, Noruega 2009, Croacia 2011) y 2 Campeonato del Mundo (Cádiz 2008, Turquía 2010) y, sin duda, su gran éxito es la medalla de plata en el mundial celebrado en Cádiz, en el 2008.
Con el club malagueño compitió en los torneos de balonmano playa, Campeonatos de España y Copas de España, Campeonatos de Europa (en 2008 se alzó con el segundo puesto) desde el año 1996 hasta el 2011. Diego Carrasco, en su etapa como entrenador de la selección juvenil femenina española, contó con ella para acompañarla en el banquilloaunque, al final, no acudió al campeonato del verano del 2013. 

## Títulos y reconocimientos

### Títulos

#### Con la selección
- 1 x  Subcampeona del Mundo de Balonmano Playa (Cádiz 2008)

#### De clubes
- 6 x Campeona de España de Balonmano Playa (1996,1998, 2005, 2006, 2007, 2010)

### Reconocimientos
- Medalla e Insignia de Oro al mérito deportivo de la Real Federación Española de Balonmano (2012)[7][8]
- Premio Pantera al Mérito Deportivo "Diego Carrasco" del Costa del Sol Málaga (2024)[9][10]
- Mejor jugadora de Andalucía de la Federación Andaluza de Balonmano (2013)[11]
- Mejor ala derecha del Campeonato de Europa (2008)[2]
- Mejor ala derecha del Campeonato de España (2011)[12]
- Mejor jugadora Campeonato de España (2005, 2006, 2008)
- Mejor ala derecha Campeonato de España (2010, 2011)